# Barnsley Football Club
Maillots
Actualités
Le Barnsley Football Club est un club de football anglais fondé en 1887. Le club, basé à Barnsley, évolue depuis la saison 2022-2023 en EFL League One (troisième division anglaise). Dans toute son histoire il n'a passé qu'une seule saison en Premier League, c'était lors de la saison 1997-1998.

## Repères historiques

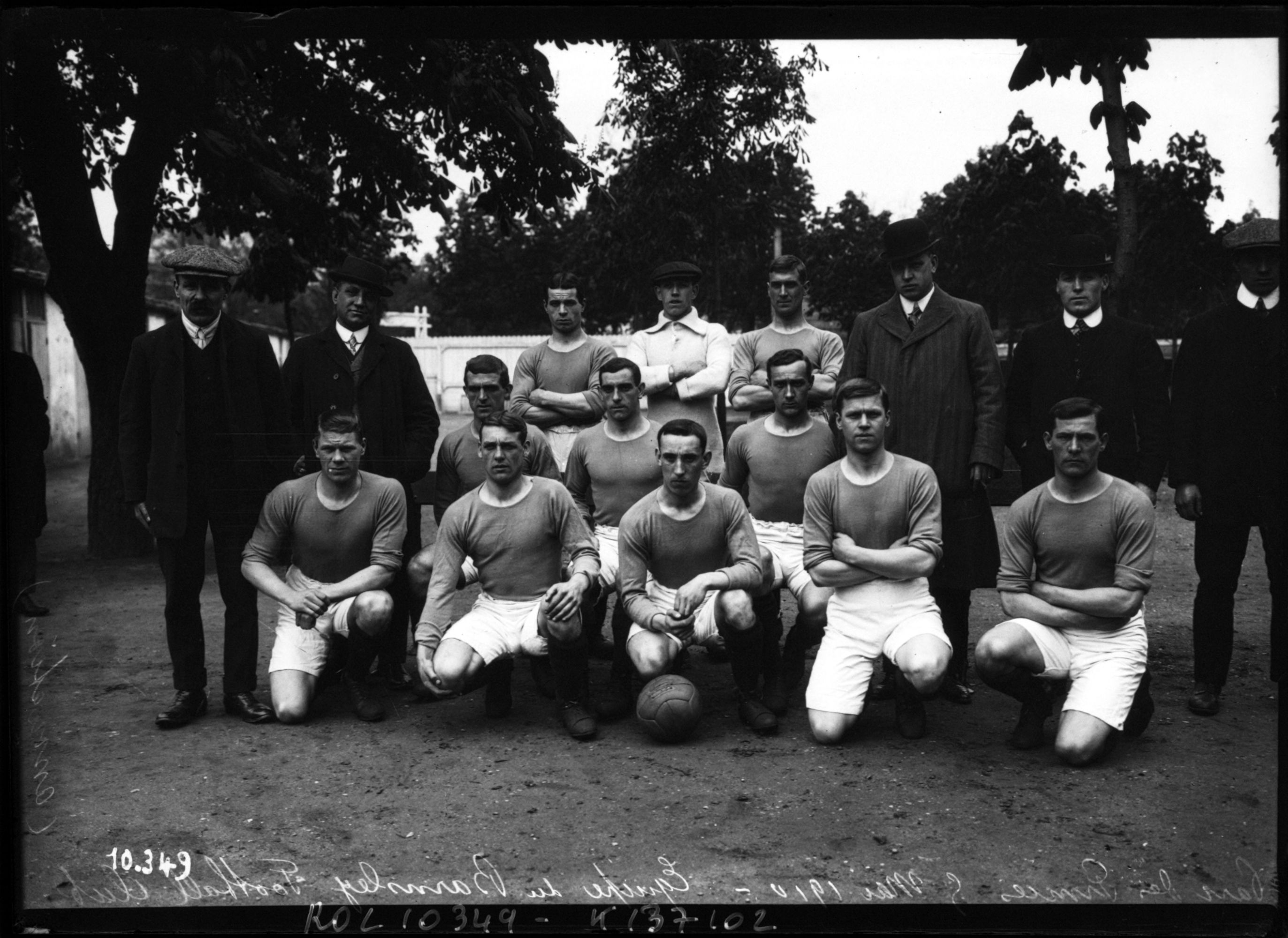
Équipe de Barnsley FC lors de sa tournée en France en 1910.

Fondé en 1887 sous le nom de « Barnsley St-Peter's », le club adopte un statut professionnel en 1888. Il est rebaptisé Barnsley FC en 1897 et rejoint la League en 1898 (deuxième division). 
Lors de la saison 2007-2008, le club, alors pensionnaire de la Football League Championship (deuxième division anglaise), réussit l'exploit d'aller gagner à Anfield et d'éliminer Liverpool au stade des huitièmes de finale de la FA Cup avant de sortir le tenant du titre Chelsea en quarts de finale.
À l'issue de la saison 2013-14, le club est relégué en Football League One (troisième division anglaise), mais il est promu après deux saisons, remportant, le 29 mai 2016, le play-off contre le Millwall (3-1 avec buts d'Ashley Fletcher,  Adam Hammill et Lloyd Isgrove).
À l'issue de la saison 2018-2019, le club est promu en Championship.
À l'issue de la saison 2021-2022, Barnsley est relégué en League One (troisième division anglaise).

## Palmarès et records
| Championnats nationaux | Coupes nationales                                                                                                  |
| - Championnat d'Angleterre (0): - Meilleur classement : 19e en 1997-1998. - Championnat d'Angleterre de deuxième division (0): - Vice-champion : 1997. - Championnat d'Angleterre de troisième division (0): - Vice-champion : 1981. - Championnat d'Angleterre de troisième division-Nord (3): - Vice-champion : 1934, 1939 et 1955. - Vice-champion : 1954. - Championnat d'Angleterre de quatrième division (0): - Vice-champion : 1968. | - Coupe d'Angleterre (1): - Vainqueur : 1912. - Finaliste : 1910. - Football League Trophy (1): - Vainqueur : 2016 |

## Historique du logo

Ancien logo
Ancien logo entre 2003 et 2010
Logo actuel depuis 2010.

## Joueurs et personnalités du club

### Entraîneurs
Le tableau suivant présente la liste des entraîneurs du club depuis 1898.
| Rang | Nom               | Période   |
| ---- | ----------------- | --------- |
| 1    | Arthur Fairclough | 1898-1901 |
| 2    | John McCartney    | 1901-1904 |
| 3    | Arthur Fairclough | 1904-1912 |
| 4    | John Hastie       | 1912-1914 |
| 5    | Percy Lewis       | 1914-1919 |
| 6    | Peter Sant        | 1919-1926 |
| 7    | John Commins      | 1926-1929 |
| 8    | Arthur Fairclough | 1929-1930 |
| 9    | Brough Fletcher   | 1930-1936 |
| 10   | Matthew Walker    | 1936-1937 |
| 11   | Angus Seed        | 1937-1953 |
| 12   | Tim Ward          | 1953-1960 |
| 13   | Johnny Steele     | 1960-1971 |

| Rang | Nom                       | Période   |
| ---- | ------------------------- | --------- |
| 14   | John McSeveney            | 1971-1972 |
| 15   | Johnny Steele             | 1972-1973 |
| 16   | Jim Iley                  | 1973-1978 |
| 17   | Allan Clarke              | 1978-1980 |
| 18   | Norman Hunter             | 1980-1984 |
| 19   | Bobby Collins             | 1984-1985 |
| 20   | Allan Clarke              | 1985-1989 |
| 21   | Eric Winstanley (intérim) | 1989      |
| 22   | Mel Machin                | 1989-1993 |
| 23   | Eric Winstanley (intérim) | 1993      |
| 24   | Viv Anderson              | 1993-1994 |
| 25   | Danny Wilson              | 1994-1998 |
| 26   | John Hendrie              | 1998-1999 |

| Rang | Nom                       | Période   |
| ---- | ------------------------- | --------- |
| 27   | Eric Winstanley (intérim) | 1999      |
| 28   | Dave Bassett              | 1999-2000 |
| 29   | Eric Winstanley (intérim) | 2000-2001 |
| 30   | Nigel Spackman            | 2001      |
| 31   | Glyn Hodges (intérim)     | 2001      |
| 32   | Steve Parkin              | 2001-2002 |
| 33   | Glyn Hodges               | 2002-2003 |
| 34   | Gudjon Thordarson         | 2003-2004 |
| 35   | Paul Hart                 | 2004-2005 |
| 36   | Andy Ritchie              | 2005-2006 |
| 37   | Simon Davey               | 2006-2009 |
| 38   | Mark Robins               | 2009-2011 |
| 39   | Keith Hill                | 2011-2012 |

| Rang | Nom                      | Période   |
| ---- | ------------------------ | --------- |
| 40   | David Flitcroft          | 2012-2013 |
| 41   | Micky Mellon (intérim)   | 2013      |
| 42   | Danny Wilson             | 2013-2015 |
| 42   | Mark Burton (intérim)    | 2015      |
| 43   | Lee Johnson              | 2015-2016 |
| 44   | Paul Heckingbottom       | 2016-2018 |
| 45   | José Morais              | 2018-2018 |
| 46   | Valérien Ismaël          | 2020-2021 |
| 47   | Markus Schopp            | 2021      |
| 48   | Poya Asbaghi             | 2021-2022 |
| 49   | Martin Devaney (intérim) | 2022      |
| 50   | Mike Duff                | 2022-2023 |
| 51   | Neill Collins            | 2023-2024 |

## Structures du club

### Stade

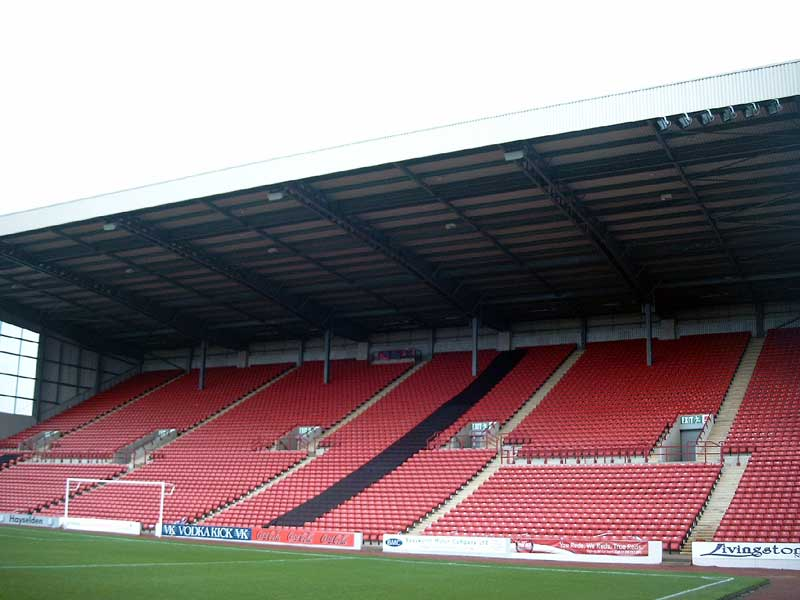
L'Oakwell Stadium de Barnsley

Le Barnsley FC évolue à domicile à l'Oakwell Stadium depuis 1888, date de l'ouverture de celui-ci. Il comporte 23 009 places, toutes assises.

### Équipementiers
- 1887-1974 : Aucun[4]
- 1977-1979 :  Admiral[4] (en)
- 1979-1986 :  Umbro[4]
- 1986-1988 : Aucun[4]
- 1988-1989 : Intersport[4]
- 1989-1991 :  Beaver[4]
- 1991-1993 :  Gola[4]
- 1993-1995 : Pelada[4]
- 1995-2002 :  Admiral[4] (en)
- 2002-2004 : Red Flag[4]
- 2004-2005 : Koala[4]
- 2005-2007 :  Jako[4]
- 2007-2008 :  Surridge[4]
- 2008-2011 :  Lotto[4]
- 2011-2014 :  Nike[4]
- 2014-2015 :  Avec[4]
- 2015-2025 :  Puma[4]
- 2025- :  Oxen[4]